# Islã na Bélgica

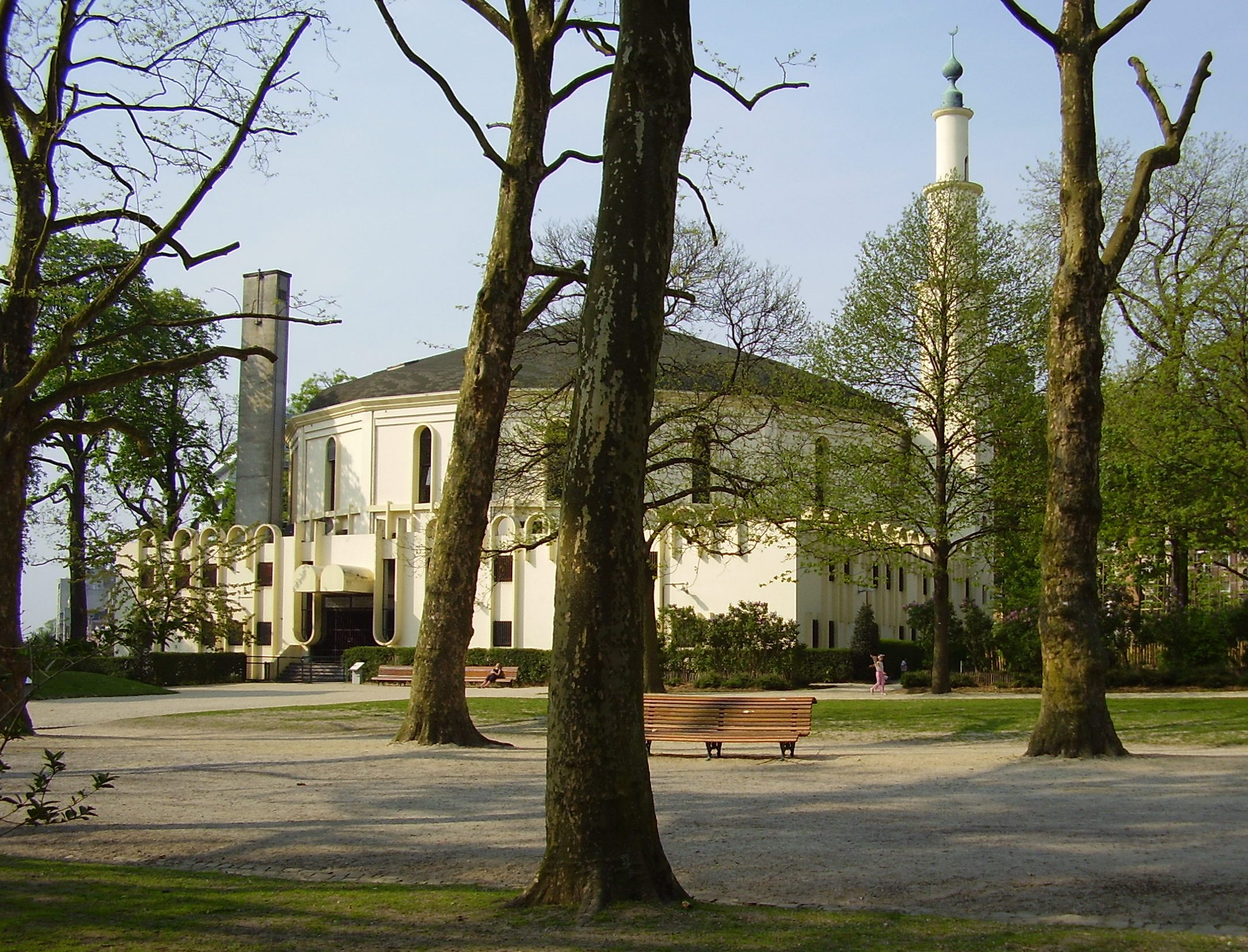
Grande Mesquita de Bruxelas.

O Islã é a segunda maior religião da Bélgica depois do Cristianismo. O número exato de muçulmanos na Bélgica é desconhecido.

## Demografia
O governo belga não coleta ou divulga estatísticas sobre afiliação religiosa, então o número exato de muçulmanos na Bélgica é desconhecido.

## Filiais e denominações
A grande maioria dos muçulmanos na Bélgica são sunitas.